# (2277) Moreau
(2277) Moreau est un astéroïde de la ceinture principale.

## Description
(2277) Moreau est un astéroïde de la ceinture principale. Il fut découvert le 18 février 1950 à Uccle par Sylvain Arend. Il présente une orbite caractérisée par un demi-grand axe de 2,60 UA, une excentricité de 0,12 et une inclinaison de 11,5° par rapport à l'écliptique.

## Compléments